# Galanta
Galanta (bis 1863 Galantha; ungarisch seit 1863 Galánta, deutsch: Gallandau) ist eine Kleinstadt in der Westslowakei. Sie gibt dem gleichnamigen Okres Galanta den Namen und ist auch dessen Verwaltungssitz.

## Geographie

### Lage
Galanta ist im Donautiefland (Podunajská nížina), dem warmen südlichen Teil der Slowakei, zirka 50 Kilometer östlich der Hauptstadt Bratislava gelegen.
Der Flusslauf der Waag befindet sich etwa fünf Kilometer östlich der Stadt. Diese liegt etwa 118 m über dem Meeresspiegel.

### Bevölkerung
| Jahr:                | 1994.  | 2004.   | 2014.   | 2024.   |
| -------------------- | ------ | ------- | ------- | ------- |
| Anzahl der Personen: | 16.823 | 16.000  | 14.977  | 15.358  |
| Unterschied:         |        | -4,89 % | -6,39 % | +2,54 % |

| Jahr:                | 2023.  | 2024.   |
| -------------------- | ------ | ------- |
| Anzahl der Personen: | 15.339 | 15.358  |
| Unterschied:         |        | +0,12 % |

Nach der Zählung von 2001 lebten in Galanta:
- 60,4 % Slowaken
- 36,8 % Madjaren
- 1,1 % Roma
- 0,7 % Tschechen

Der überwiegende Teil ist dabei römisch-katholisch (67,1 %), nur 6,3 % sind evangelisch, etwa 20,1 % sind konfessionslos. Noch 1910 sprachen 89,6 % der Einwohner Ungarisch, nur 6,2 % Slowakisch und 3,5 % Deutsch oder Jiddisch. Damals waren 65,3 % römisch-katholisch, 32,4 % Juden und 1,3 % Lutheraner.

## Geschichte
Die älteste Erwähnung Galantas findet sich in einem Dokument des ungarischen Königs Bela IV. aus den Jahren 1237–1240, das die Abtei Pannonhalma beschreibt. Es wird im Archiv des Klosters verwahrt.
Im Jahr 1421 erwarb das Adelsgeschlecht der Esterházy große Teile der Stadt, die sie später im Namen führten („Esterházy de Galantha“). Auch andere adelige Familien erwarben im 15. Jahrhundert Besitz in der Stadt.
Vom Ende des 10. Jahrhunderts bis 1918 gehörte die heutige Slowakei zum Königreich Ungarn und kam dann durch den Friedensvertrag von Trianon 1920 zur neu entstandenen Tschechoslowakei. Durch den Ersten Wiener Schiedsspruch von 1938 kam der Süden der Slowakei einschließlich Galanta vorübergehend bis 1945 wieder zu Ungarn.

## Sehenswürdigkeiten

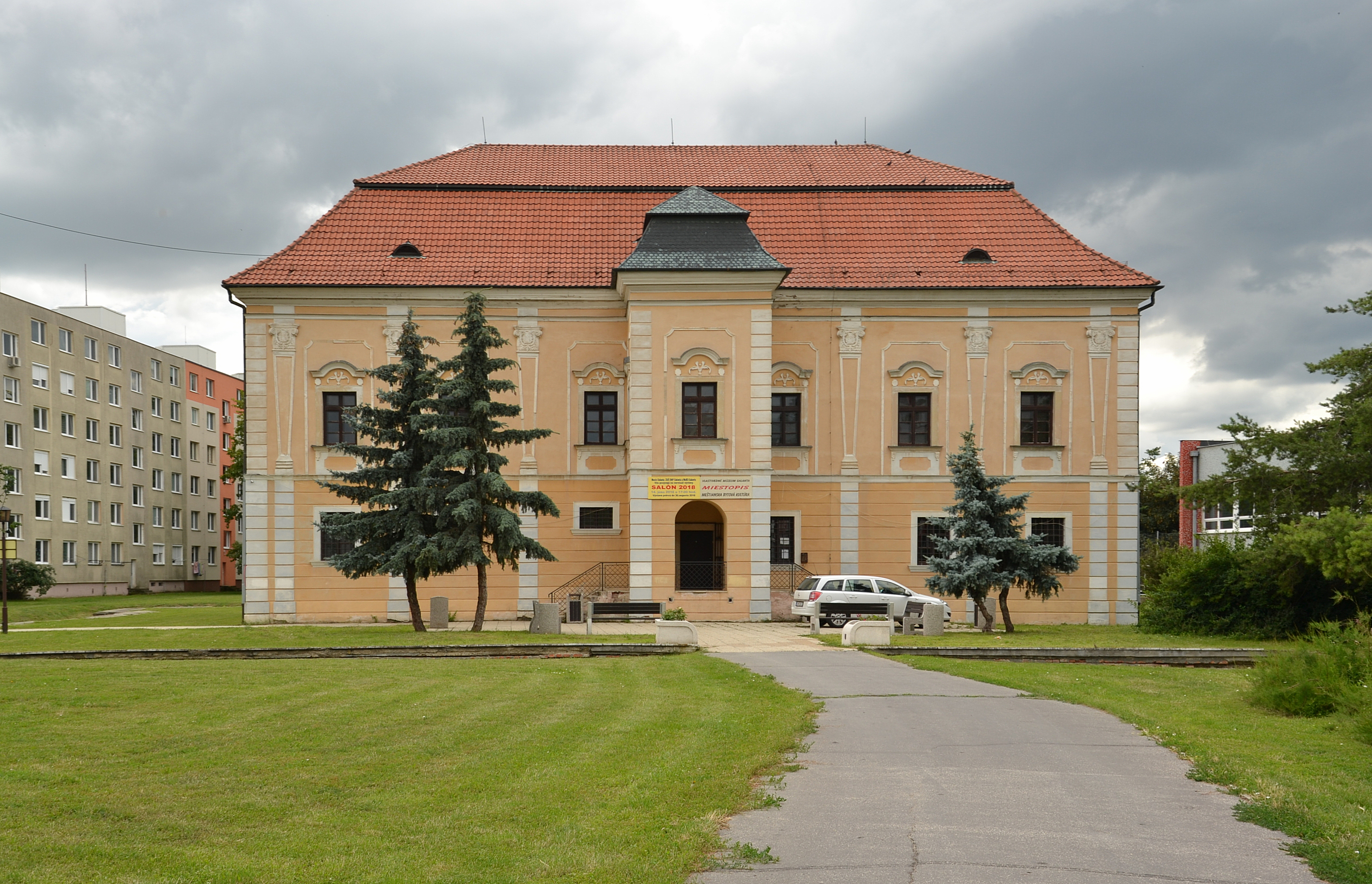
Galanta – Renaissance-Schloss

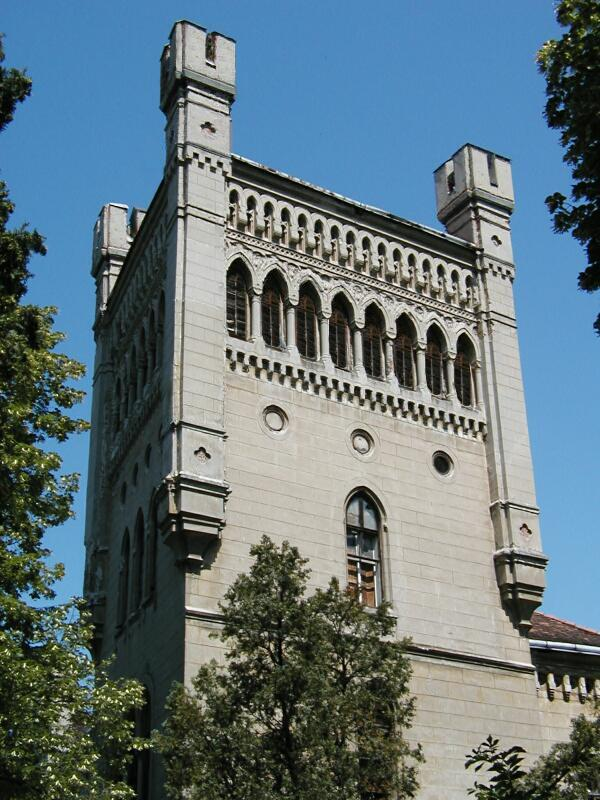
Galanta – Burgturm

Während der kommunistischen Zeit in der Tschechoslowakei (1948–1989) wurden viele der historischen Gebäude zerstört. Dennoch blieben einige wichtige Bauten erhalten, so das um 1600 erbaute Renaissance-Schloss, das 1992 renoviert wurde. In schlechtem Zustand ist dagegen das Schloss Esterházy im neogotischen Stil von 1861, das heute leer steht und zur Ruine verkommt.

## Galanta in der Musik
Der ungarische Komponist Zoltán Kodály verbrachte sieben Jahre seiner Kindheit in Galanta, wo ihm eine renommierte Zigeunerkapelle erste wichtige Klangerlebnisse vermittelte. Als er 1933 für das 80-jährige Jubiläum der Budapester Philharmonischen Gesellschaft ein Orchesterstück komponierte, griff er auf diese Erinnerungen zurück. Seine „Tänze aus Galanta“ sind eines seiner populärsten Orchesterstücke.

## Wirtschaft
Um Galanta herum wird eine intensive Landwirtschaft betrieben und viel Getreide, Obst und Gemüse angebaut.
Seit 2002 befindet sich ein Werk von Samsung am Ort.

## Stadtgliederung
Die Stadt besteht aus den Stadtteilen:
- Galanta mit Hody
- Javorinka
- Nebojsa

Der Gemeinde wurden 1960 die Gemeinden Hody (deutsch Hoding), Nebojsa sowie die 1936 von Matúškovo abgetrennte Gemeinde Štefánikovo angeschlossen. 1971–1990 war auch Matúškovo eingemeindet.

## Persönlichkeiten
- Nikolaus Esterházy (1582–1645), Palatin von Ungarn und Begründer der Forchtensteiner Linie der Esterházy
- Michael Ambrosovszky (1702–1792), ungarischer Kirchenhistoriker
- Victor Müller (1871–1951), Maler
- Armin Stern (1883–1944), Maler
- František Valábek (1907–1980), SDB, katholischer Priester, Jugendseelsorger, religiöser Gefangener (zu 6 Jahren Gefängnis verurteilt)[4]
- István Molnár (1913–1983), Wasserballer
- Ferenc Kardos (1937–1999), Regisseur
- Tivadar Tulassay (* 1949), Physiker
- Karol Duchoň (1950–1985), Musiker
- Ivan Pavle (* 1955), Maler, Zeichner und Bildhauer
- Daniel Kiss (* 1984), Fußballtorwart
- Norbert Gombos (* 1990), Tennisspieler

## Partnerstädte
Es bestehen Städtepartnerschaften zu:
- Albignasego (Italien) seit 2007
- Mikulov (Tschechien) seit 2003
- Paks (Ungarn) seit 1998
- Tótkomlós (Ungarn) seit 1999
- Kecskemét (Ungarn) seit 1998
- Liptovský Mikuláš (Slowakei) seit 2006
- Bečej (Serbien) seit 2001